# Lyncestis melanoschista
Lyncestis melanoschista är en fjärilsart som beskrevs av Edward Meyrick 1897. Lyncestis melanoschista ingår i släktet Lyncestis och familjen nattflyn. Inga underarter finns listade i Catalogue of Life.